# Paroare de Baer
Paroaria baeri
Espèce
Statut de conservation UICN

 LC  : Préoccupation mineure
Le Paroare de Baer (Paroaria baeri) est une espèce de passereaux de la famille des Thraupidae. Elle était auparavant placée dans la famille des Emberizidae.

## Répartition
Il est endémique eu Brésil

## Habitat
On le trouve dans les zones humides de forêts et broussailles des plaines tropicales et subtropicales.

## Sous-espèces
D'après la classification de référence (version 5.2, 2015) du Congrès ornithologique international, cette espèce est constituée des deux sous-espèces suivantes :
- Paroaria baeri baeri Hellmayr 1907 ;
- Paroaria baeri xinguensis Sick 1950.